# Stereo Total

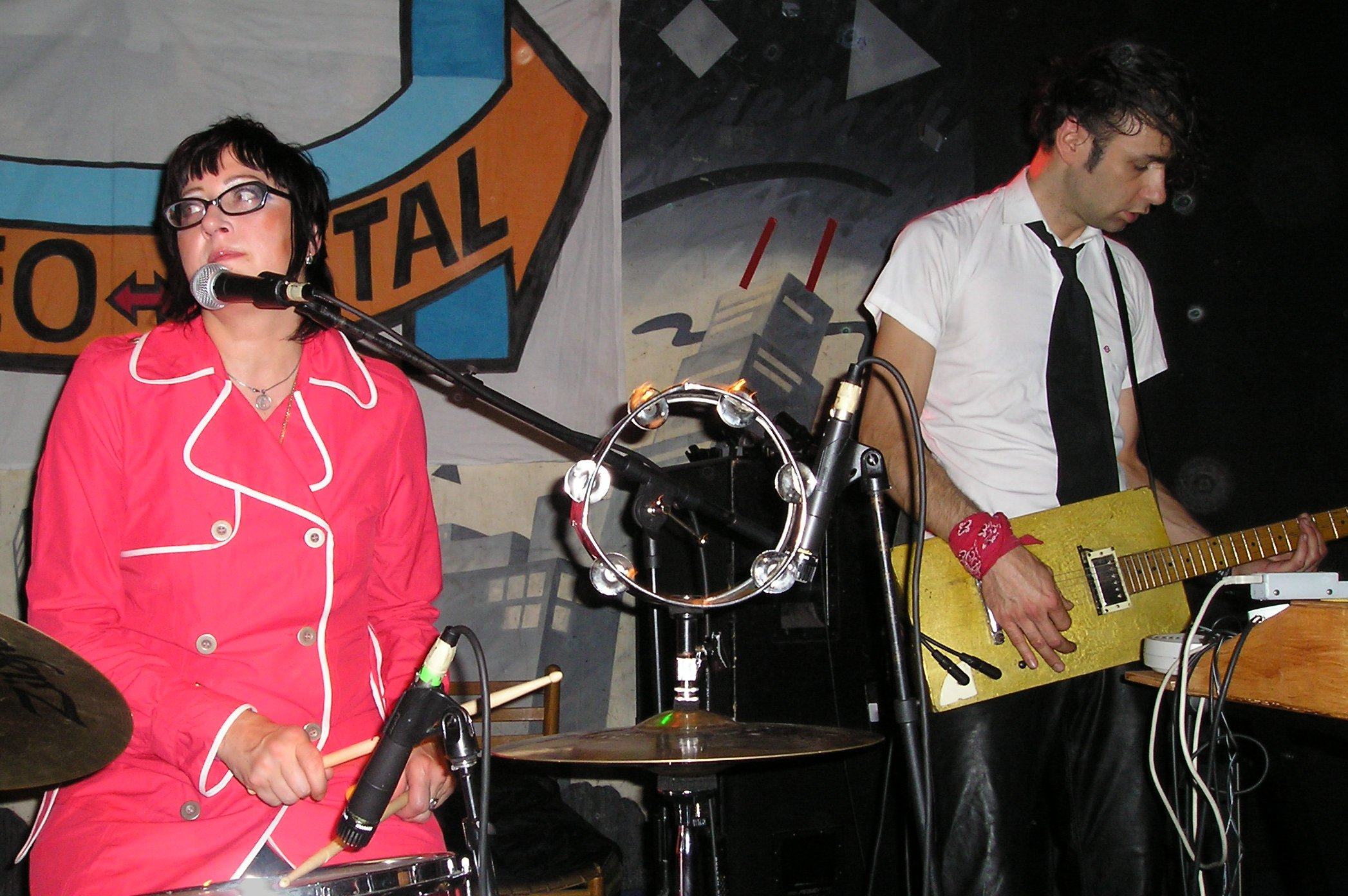
Stereo Total

Stereo Total – francusko-niemiecki duet z Berlina. Tworzyli go Françoise Cactus (Françoise Van Hove), zmarła 17 lutego 2021, i Brezel Göring (Friedrich von Finsterwalde, prawdziwe nazwisko Friedrich Ziegler). Wśród byłych współpracowników są Angie Reed, San Reimo, Iznogood (Iznogoud to imię postaci z francuskiego komiksu autorstwa Jean Tabary i René Goscinnego) oraz Lesley Campbell. 
Ich muzyka to głównie humorystyczna mieszanka synth-popu, muzyki nowej fali, electroniki, punku i muzyki pop.